# Magyarország Állandó Képviselete az Európai Unió mellett
Magyarország Állandó Képviselete az Európai Unió mellett ellátja a Magyarország kormányának képviseletét az Európai Unió szerveinél, gondoskodik a magyar kormányzati álláspont, a magyar érdekek érvényesítéséről a megfelelő uniós fórumokon. A Képviselet folyamatos szakmai kapcsolatot tart fenn a kormányzati szervekkel és hozzájárul a magyar Európa-politika alakításához. 
A kormányzati álláspontot megalapozó szakmai munkát a hazai szakértőkkel együtt a Képviselet munkatársai végzik a Tanács egyes munkacsoportjaiban. A szakértői munkacsoportokban megvitatott nagyobb fajsúlyú kérdéseket nagyköveti szinten (ún. COREPER II, COREPER I, PSC) tárgyalják tovább, ezt követően kerülnek a miniszteri tanácsülések napirendjére, illetve az állam- és kormányfőket tömörítő Európai Tanács elé.
Az Állandó Képviselet angol megnevezése: Permanent Representation of Hungary to the European Union
Címe: Belgium, B-1040, 92-98 Rue De Treves
Telefon: +32 (0) 2-234-1200
Honlap: www.hunrep.be